# Sea Way
Sea Way Chemical Processing was een bedrijf dat afvalstoffen verwerkte. Het bedrijf was gevestigd te Vlissingen-Oost en heeft bestaan van 2000-2007.
Het bedrijf is voortgekomen uit de opsplitsing van de Vlissingse vestiging van Hoechst Holland in 2000. Het bedrijf bouwde een installatie die -naar eigen zeggen- cadmium kon verwijderen uit plastic voorwerpen waarin dit giftige zware metaal als pigment was verwerkt.
Toen eind 1980 het gebruik van met cadmiumpigment gekleurde kratten werd verboden bleef een belangrijke gebruiker, Heineken, met een groot aantal geelgekleurde kratten zitten. Deze werden tot kunststofkorrels vermalen en opgeslagen. Het ging daarbij om 28 kton met cadmium verontreinigde kunststof.
In 2003 maakte Heineken een afspraak met de Stichting Natuur en Milieu en het Ministerie van Volkshuisvesting, Ruimtelijke Ordening en Milieubeheer om dit kunststofafval bij Sea Way te verwerken. Het probleem was echter dat de installatie, die per 1 september 2004 in werking moest zijn, door technische moeilijkheden niet functioneerde. Bovendien woedde er op 7 februari 2005 een zware brand in één der fabrieken. Uiteindelijk ging het bedrijf op 30 november 2007 failliet, waarbij de 50 werknemers werden ontslagen.
Wat bleef was de grote hoeveelheid onverwerkte cadmiumhoudende kunststofkorrels.